# Mario Stoppani
Mario Stoppani (Lovere, 1895. május 24. – Iseói-tó, 1959. szeptember 20.) első világháborús ászpilóta, később az olasz légierő (Regia Aeronautica) egyik legkiemelkedőbb és leghíresebb fejlesztője lett. 1959-ben hunyt el, 64 éves korában.

## Élete

### Fiatalkora
Stoppani 1895-ben született az olaszországi Lovere-ben. A világháború kitörése előtt mint autószerelő dolgozott, de mivel az autó még csak ekkoriban kezdett divatba jönni, hamarosan felhagyott munkájával, és belépett az olasz hadseregbe. Kezdetektől fogva pilóta akart lenni, ennek érdekében a légierőhöz való helyezését kérte. Ez meg is történt, s 1913-ban a Regia Aeronutica-hoz osztották, azonban az alapkiképzésen 2 évig nem engedték repülőbe ülni. Nagy valószínűséggel megbukott az írásbeli vizsgán. 1913-tól kezdődő kiképzését végül 1915-ben elvégezte, s hamarosan mint megfigyelő tevékenykedett.

### Első világháborús szolgálata
1914-ben kitört az első világháború, 1915-ben pedig Olaszország is belépett az Antant oldalán. Stoppani első bevetéseiről nincs adat, de nagy valószínűséggel nem érte komolyabb baleset, vagy sérülés. A először a Squadriglia 3 (3. repülő osztag), 1916. elején pedig Squadriglia 76 (76. repülő osztag) pilótája lett, győzelmeket azonban csak az utóbbiban ért el. A fiatal pilóta 1916. július 9-én szerezte meg első légi győzelmét, Luigi Olivari-val megosztva, egy ismeretlen típusú ellenséges repülőgép ellen. Nem kellett sokat várni következő győzelmére amelyet június 18-án szerzett. Nieuport 11-es repülőgépével még további 4 légi győzelmet aratott, augusztus 16-án, október 11-én, október 31-én, és december 1-jén. Légi győzelmeit mind olasz légtérben szerezte, ez annak köszönhető, hogy az osztrák-magyar légierő hamar megszerezte a légi fölényt, az olasz fronton, amelyet jóformán a háború végéig sikerült megtartania. Első világháborús szolgálatával kétszer nyerte el az olasz Katonai Vitézségi Érem ezüst fokozatát, és az orosz Szent György-rendet.

### Légi győzelmei
| Sorszám | Dátum               | Egység | Repülőgép   | Ellenfél     | Megjegyzés                   |
| ------- | ------------------- | ------ | ----------- | ------------ | ---------------------------- |
| 1       | 1916. július 9.     | 76ª    | Nieuport 11 | Ismeretlen   | Luigi Olivari-val megosztva. |
| 2       | 1916. július 18.    | 76ª    | Nieuport 11 | Ismeretlen   |                              |
| 3       | 1916. augusztus 16. | 76ª    | Nieuport 11 | Ismeretlen   |                              |
| 4       | 1916. október 11.   | 76ª    | Nieuport 11 | Ismeretlen   | Luigi Olivi-vel megosztva.   |
| 5       | 1916. október 31.   | 76ª    | Nieuport 11 | Two - Seater |                              |
| 6       | 1916. december 1.   | 76ª    | Nieuport 11 | Ismeretlen   |                              |

### A háború utáni évek
A háború 1918-ban 4 év véres öldöklés után befejeződött, a leharcolt, és egyre jobban elavuló Regia Aeronutica-nak pedig fejlesztésre volt szüksége. Stoppani több helyen, például Foggiában az olasz légierő instruktora lett, és több repülőgép kifejlesztése és tesztelése az ő nevéhez fűződik. Később (első világháborús tapasztalatait figyelembe véve) tesztpilótának kérték fel és hamarosan a CANT repülőgépgyár fő tesztpilótája lett.
A második világháború után mint sportrepülő élte életét. Az ötvenes években 41 rekordot állított fel repülésben, hidroplánjával. 1959-ben hunyt el 64 évesen.